# أولاد لحسن (ملاشة)
أولاد لحسن هو دُوَّار يقع بجماعة بني شيكر، إقليم الناظور، جهة الشرق في المملكة المغربية. ينتمي الدوّار لمشيخة ملاشة التي تضم 16 دوار. يقدر عدد سكانه بـ 520 نسمة حسب الإحصاء الرسمي للسكان والسكنى لسنة 2004.

## روابط خارجية
- البوابة الوطنية للجماعات الترابية
- المندوبية السامية للتخطيط